# Haboush Saleh
Haboush Saleh Habou Salbukh (sinh ngày 13 tháng 7 năm 1989) là một cầu thủ bóng đá người Các Tiểu vương quốc Ả Rập Thống nhất thi đấu cho Baniyas ở vị trí tiền vệ.

## Sự nghiệp
Saleh khởi đầu sự nghiệp năm 2009 với Baniyas, và từ đó ra sân thường xuyên.
Anh ra mắt quốc tế trước New Zealand.